# Lacuna barica iberico-marocchina
La lacuna barica iberico-marocchina è una struttura di bassa pressione relativa in quota che si forma periodicamente, soprattutto nelle stagioni primaverili ed estive, nell'oceano Atlantico a ridosso delle coste della penisola iberica e del Marocco. Risulta essere la lacuna barica che influenza maggiormente il clima del Mediterraneo e dell'Europa centro-meridionale.

## Genesi
Il processo che porta alla sua formazione è il cut off dinamico, al termine del quale si isola un'area con valori di geopotenziale inferiori a quelli di tutte le zone circostanti, non necessariamente accompagnati da una diminuzione della pressione al livello del mare: le isobare rimangono generalmente costanti.
Una volta formatasi, la lacuna barica iberico-marocchina può rimanere per molti giorni in posizione quasi stazionaria, quasi ad assumere, parzialmente, caratteristiche di stagionalità.

## Effetti sul clima

### Onda di calore verso l'Europa
Le cause che portano alla formazione di questa lacuna barica sono ancora sconosciute. Tuttavia, una volta isolatasi completamente all'interno della vasta struttura dell'anticiclone delle Azzorre, la lacuna barica iberico-marocchina tende ad invorticare, seppur moderatamente, le masse d'aria alle quote superiori, dove si instaura una debole circolazione ciclonica a sé stante. Sul suo lato orientale si innesca, conseguentemente, una risalita di aria calda spinta verso nord dall'espansione dell'anticiclone subtropicale africano verso le latitudini superiori, con conseguente aumento delle temperature sui paesi dell'Europa meridionale e del bacino del Mediterraneo: l'espansione verso nord dell'alta pressione di natura subtropicale continentale e l'intensità della conseguente onda di calore è direttamente proporzionale alla differenza dei geopotenziali che si viene a creare in quota.

### Maltempo sull'Europa meridionale
In caso di cedimento dell'area di alta pressione dell'anticiclone delle Azzorre, di una sua ritirata in Atlantico verso occidente o verso nord, la lacuna barica iberico-marocchina, fino ad allora innocua, può essere agganciata da sistemi perturbati, trasportati dal flusso zonale della corrente a getto, oppure pilotati dalla depressione d'Islanda o, addirittura, dal vortice polare.
Tale configurazione tende a trasformare la preesistente lacuna barica in una vera e propria area ciclonica, con un'ulteriore diminuzione dei geopotenziali e una netta flessione sia della pressione atmosferica al livello del mare che della temperatura alle quote superiori per afflusso di aria fredda instabile.
L'intero processo si completa con la formazione di sistemi perturbati intensi, in lento e graduale movimento verso est, che con la loro progressione determinano condizioni di maltempo con rovesci e temporali, a seguito del ritiro verso sud dell'espansione pre-frontale dell'anticiclone subtropicale africano: l'intensità dei fenomeni è proporzionale all'intensità e alla durata della precedente onda di calore.